# Abú Bakr Mohammed ibn Zakaríja ar-Rází
Abú Bakr Muhammad ibn Zakaríja ar-Rází (persky محمد زکریای رازی‎) ve středověkých latinských textech nazývaný Rhazes nebo Rhasis (26. srpna 865 – 925 v Shahr-e Rey blízko Teheránu) byl arabsky píšící perský polyhistor. Byl jednou z nejvýznamnějších osobností zlatého věku islámu, lékař, biolog, fyzik, alchymista, kritik náboženství a filozof. Je považován za jednoho z největších a nejoriginálnějších muslimských lékařů a jednoho z nejplodnějších autorů. Byl popisován jako otec pediatrie, průkopník porodnictví a oftalmologie. Byl komplexní myslitel a své myšlenky zaznamenal ve více než 200 rukopisech.
Byl známý svým svobodomyslným postojem k náboženským otázkám, ve kterých zašel ještě dál než jeho současník Alkindus, když prohlásil, že pouze filozofie vede k nejvyšší pravdě. Jeho nábožensko-filozofické myšlení bylo založeno na pěti věčných principech.
Byl také experimentátor a jeho práce znamenaly pokrok v medicíně. Jako jeden z prvních zastánců experimentální medicíny se stal úspěšným lékařem a sloužil jako hlavní lékař v nemocnicích v Shahr-e Rey a v Bagdádu. Jako učitel medicíny přitahoval studenty a byl oddaný službě svým pacientům, bohatým nebo chudým.
Z jeho četných lékařských spisů byly některé ve středověku přeloženy do latiny a od konce 15. století rozšiřovány tiskem.  Staly se známými mezi středověkými evropskými lékaři a hluboce ovlivnily medicínu. Některé svazky z jeho práce Al-Mansuri (především O chirurgii a Obecná kniha o terapii) se staly součástí lékařských osnov na západních univerzitách.
V Íránu je 27. srpen slaven jako oficiální den vzpomínky na Rhazese.

## Život a dílo

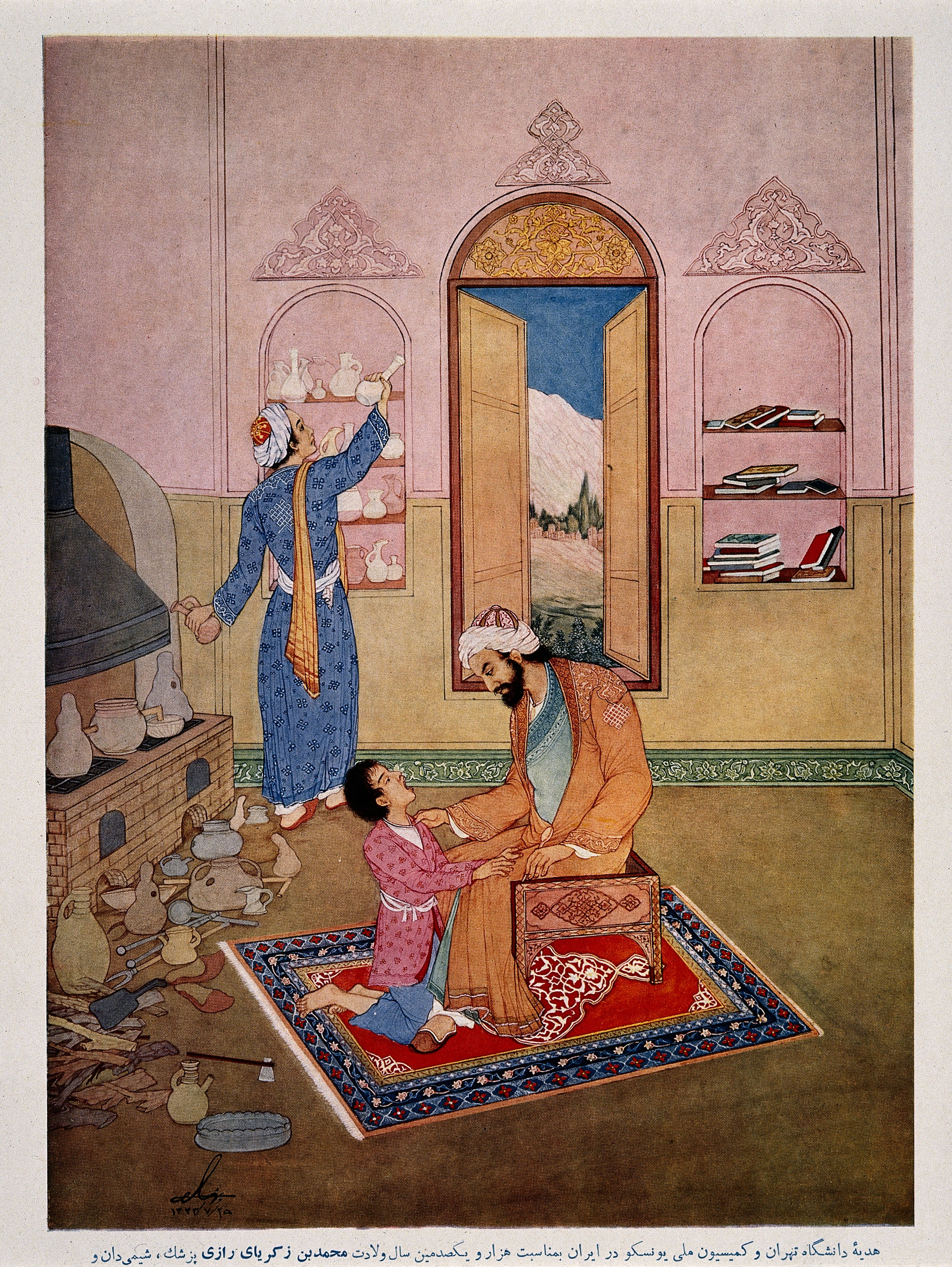
Rhazes vyšetřuje pacienta (Hossein Behzad,1894)

Rhazes se narodil 26. srpna 865 v Shahr-e Rey asi 15 km od tehdejšího Teheránu a strávil tam prakticky celý svůj život. Zpočátku studoval hudební teorii a chemii. Později začal studovat také medicínu a pravděpodobně filozofii u Rabana al-Tabriho. Jako lékař byl velmi žádaný a prakticky celý svůj život vedl nemocnici v Shahr-e Rey. Později přijal pouze dočasně stejnou pozici v nemocnici v Bagdádu.
Svého postavení v Bagdádu se Rhazes musel vzdát, neboť byl kritikem islámského náboženství a měl proto mnoho nepřátel mezi konzervativními náboženskými učenci. Obvykle mu také bylo vyčítáno, že kázal asketický život, ale sám tak žil. Před koncem svého života napsal knihu Filozofický způsob života, kde se pokusil ospravedlnit. Zemřel pravděpodobně v roce 925 jako chudý muž v bytě své sestry v Shahr-e Rey.
Po celý svůj život byl velmi pracovitý a měl široký rozsah zájmů:
- Byl plodný spisovatel, který napsal téměř 200 publikací (knihy nebo texty) z různých oblastí vědy a filozofie.

- Cenil si tisícileté znalosti knih mnohem více než poměrně krátkodobých závěrů logiků.
- Jeho filozofický zájem byl především o tři věci - metafyziku, epistemologii a etiku.
- Na rozdíl od filozofa Alkida, jehož přírodní filozofické spisy studoval, se méně zajímal o matematicko-logické otázky. A navíc byl také alchymista.
- Stal se známým jako autor mnoha lékařských knih, které byly ještě dlouho po jeho smrti používány ke studiu medicíny.
- Byl jedním z prvních, kdo se soustředil na psychickou stránku medicíny. Přemýšlel o vztahu mezi tělem a duší. Podle jeho názoru by lékař měl být také dobrým lékařem duše.
- Je považován za velkého empirika, neboť provedl mnoho experimentů a otestoval téměř všechny své poznatky, zejména v medicíně.

## Medicína

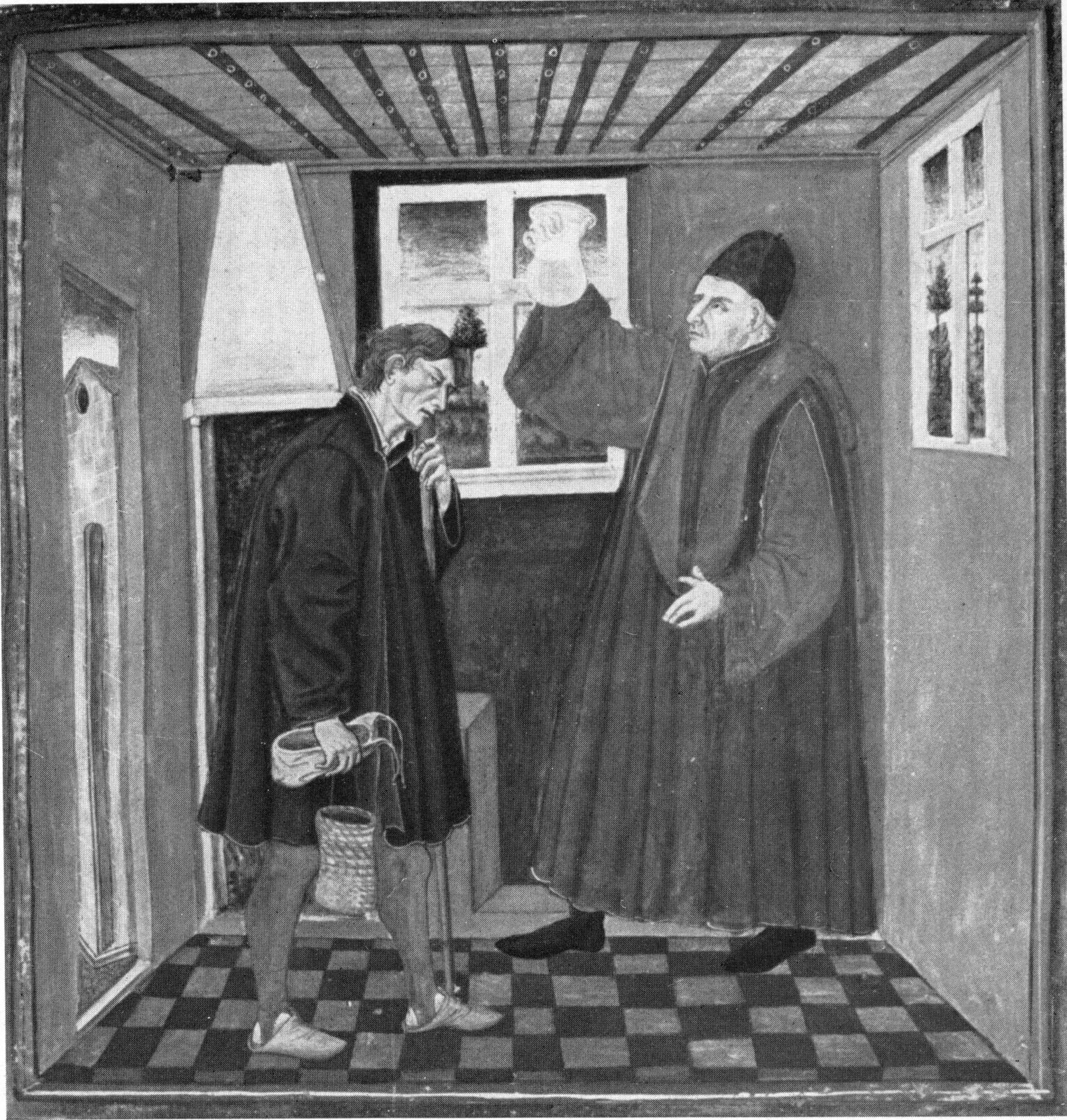
Obrázek z latinského překladu knihy Rhaziho. Lékař drží nádobku s močí v přítomnosti pacienta. Turín, Biblioteca Nazionale, 1460

Spolu s Abu Ali al-Husseinem Ibn Abdallahem Ibn Sinou (latinsky Avicenna) je považován za nejvýznamnějšího lékaře nejen orientálního středověku.
- Přeložil a uspořádal rozsáhlé dílo starověkého lékaře Galéna a na jeho základě vytvořil učební plán pro studium medicíny, který platil po staletí.
- Sestavil a zveřejnil seznam nejdůležitějších léků.
- Zdokumentoval mnoho nemocí. Popsal patologickou změnu ledvin, pravé neštovice, spalničky, apendicitidu nebo křeče během těhotenství.
- Jako první popsal zúžení zornice po ozáření světlem a různé oční operace a léčby (například na rohovce, spojivce, očním víčku, vypálení slzné píštěle. léčbu očních víček a trichiázy).

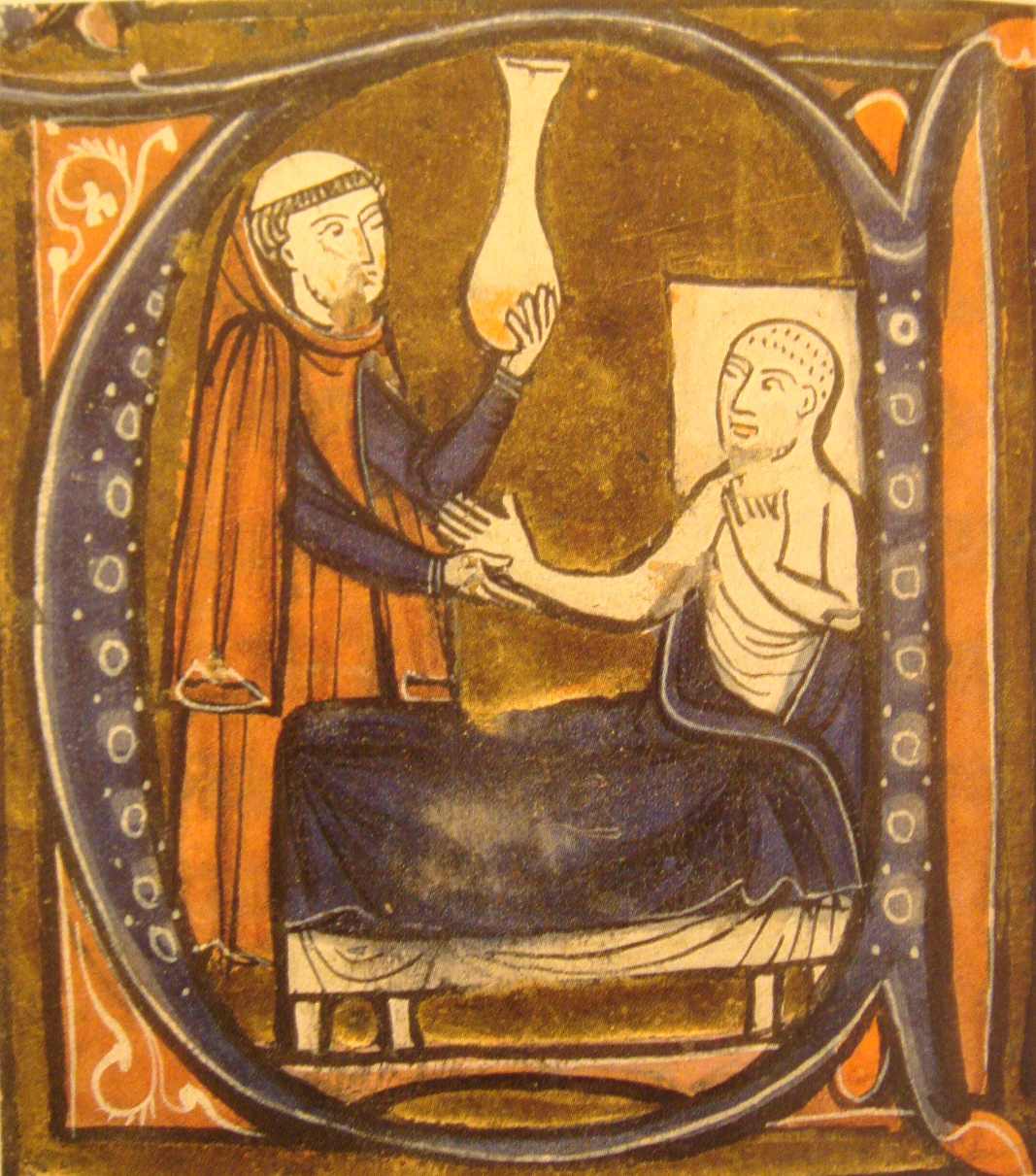
Rhazes v rukopise díla Gerarda z Cremony ze 13. století

- Rhazes v rukopise díla Gerarda z Cremony ze 13. stoletíPopsal metodu konzervace mrtvých těl, která se ve středověku stala známou i v Evropě. S drobnými vylepšeními přežila až do konce 18. století. Jeho metoda byla v podstatě založena na odstranění střev, mytí tělních dutin octem a vinným destilátem a naplnění mrtvého těla aromatickými prášky a konzervačními solemi.
- Již ve 12. století se jeho dílem zabývala proslulá lékařská škola v jihofrancouzském Montpellieru, kde Rhazesovu nauku přednášel Vilém Roger de Cogenis, řečený Vilém Burgundský († 1180). Vilémovy výklady Rhazesova učení byly v 1. polovině 15. století s určitými úpravami přeloženy i do češtiny. Tento překlad, přisuzovaný mistru Křišťanovi z Prachatic, vydal v roce 1864 Karel Jaromír Erben pod názvem Rhazesovo ranné lékařství.[5] [6]

## Chemie

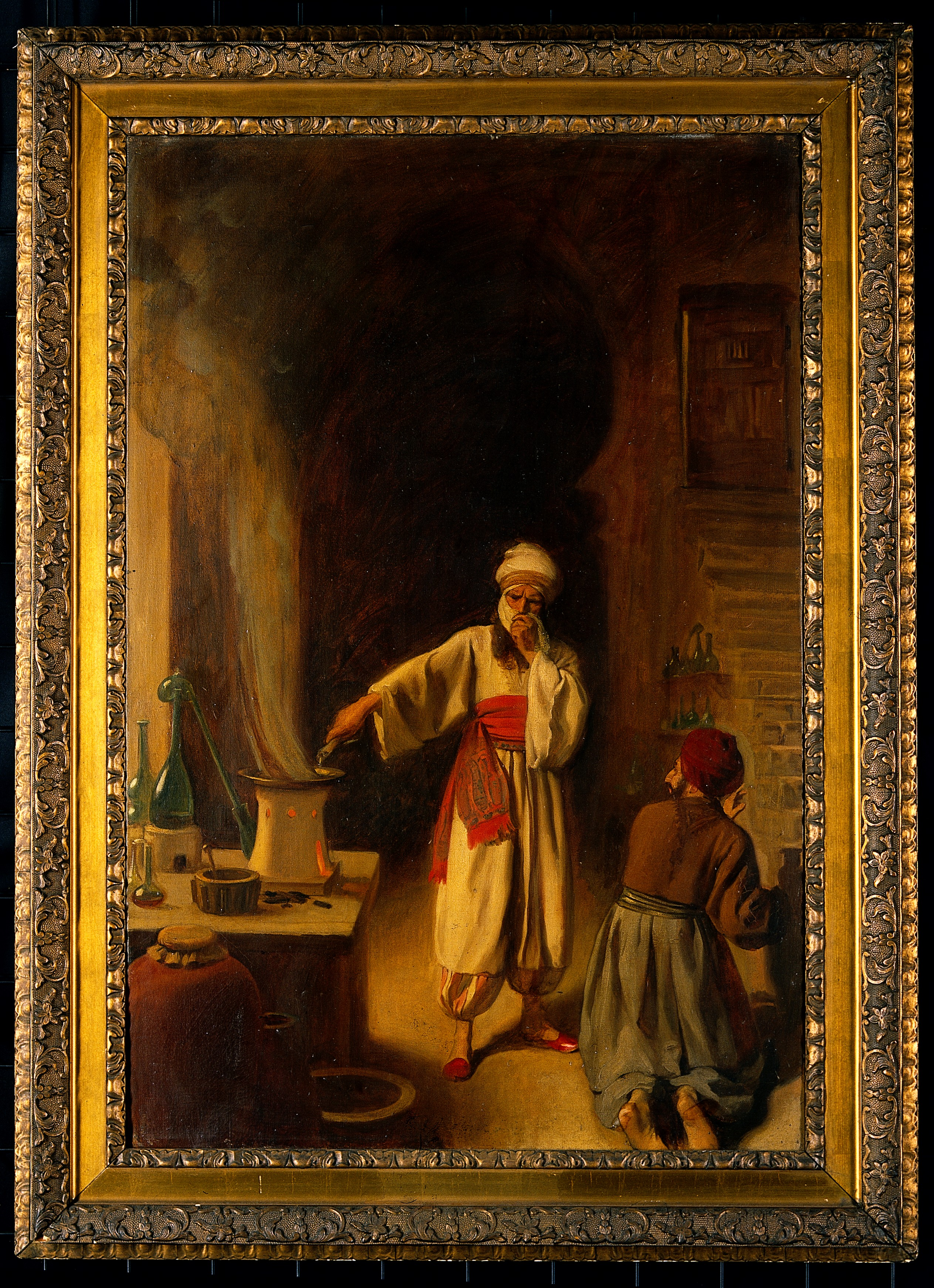
Rhazes ve své laboratoři (Ernest Board, 1912)

Rhazes se vyhýbal spekulacím o struktuře hmoty. Orientoval se na experimentování, které popsal ve své knize Tajemné tajemství. Věcně a střízlivě se v ní zabývá chemickými přístroji a procesy, minerály a chemikáliemi. Rozlišuje čtyři lihoviny (síru, arsen, rtuť, salmiak), sedm těles (kovy), třináct hornin, šest vitriolů (do kterých počítá i kamenec) a jedenáct solí.
Na poli chemie se mu přisuzuje objevení řady nových sloučenin (například petroleje nebo kyseliny sírové). Byl jeden z prvních, komu se podařilo při destilaci vína vyrobit alkoholický nápoj s vyšším procentem alkoholu.
Na poli alchymie se zabýval přípravou elixíru (katalyzátoru), který by umožnil přeměnu látek. Existuje rozsáhlejší dvanáctisvazkový popis Rhazesovy alchymie, z něhož se dochovaly pouze fragmenty a úvod (Kitāb al-mudḫal at-taʿlīmī).
Rhazes ovlivnil mnoho pozdějších arabských i evropských učenců. Například Kniha Světlo světel a Kniha Kamenců a solí byla pravděpodobně přeložena do latiny ve 13. století a ovlivnila mimo jiné Rogera Bacona.

## Filozofie

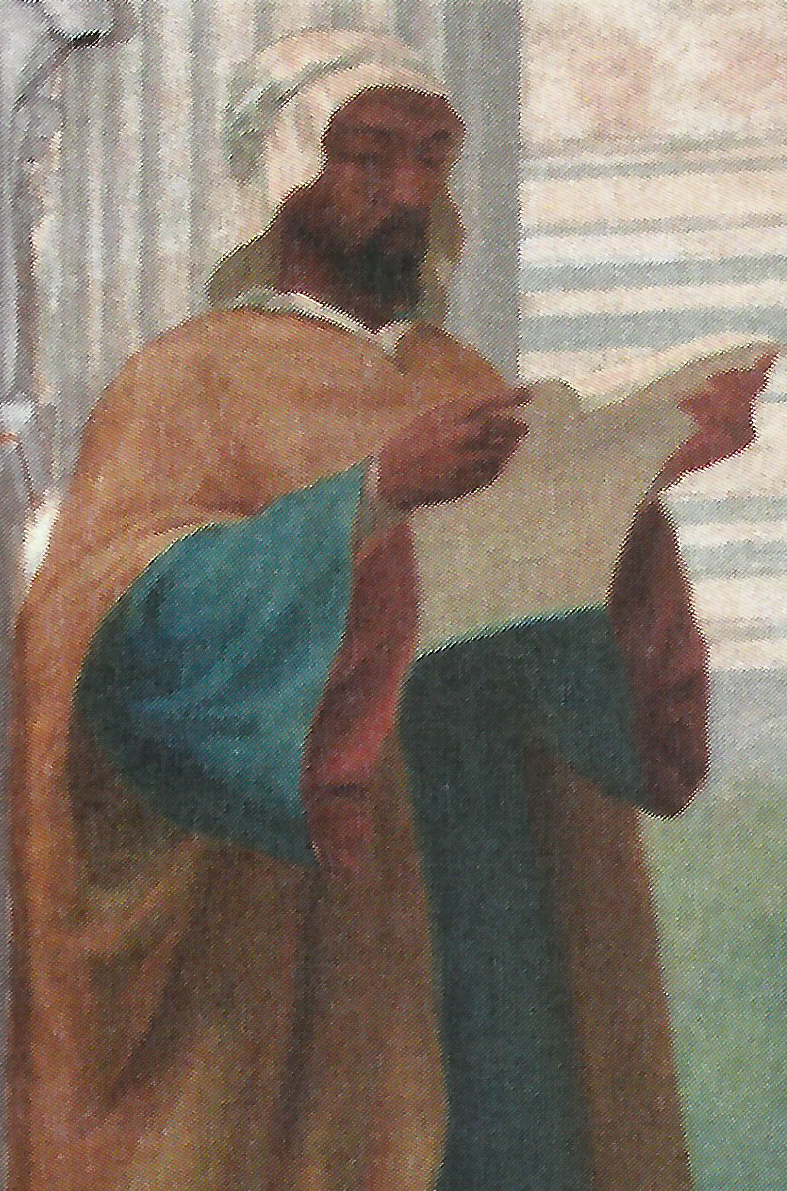
Rhazes (Veloso Salgado, 1906)

Podle metafyzického světového názoru Rhazese je vesmír uspořádán podle pěti principů, které jsou věčné a existují od počátku:
- Stvořitel (Bůh), nazývaný také dokonalý intelekt, který má soucit a milosrdenství.
- Věčná hmota, která je nestrukturovaná a skládá se z atomů.
- Univerzální duše, která usiluje o dokonalost.
- Absolutní a věčný čas, proti stojí relativní čas ve stvořeném světě.
- Absolutní a věčný prostor, proti stojí relativní prostor ve stvořeném světě.

Rhazes ostře kritizoval islámské náboženství a učení proroka Mohameda, proto byl často chápán jako heretik. Jeho názory na náboženství však nelze zcela popsat, protože žádná z jeho prací o náboženství se nedochovala celá.